# Verbandsgemeinde Kirn-Land
Verbandsgemeinde Kirn-Land é uma associação municipal do estado da Renânia-Palatinado.